# 法国高等物流技术学院
法国高等物流技术学院（法語：Institut supérieur des sciences et techniques）， 该院校坐落于法国北部皮卡第大区埃納省的省会聖康坦，已经有五十多年的历史。系国立亚眠大学的附属院校，该院校设有本科和硕士两个阶段。
课程设有会计、计算机、供应链管理、英语、法律、质量学、统计学、人力资源管理、海关、仓储管理、运输等。
该校还设有特色假日经典物流课程 SDL：仓储管理、运输管理、供应链管理、质量管理、客户管理、第三方物流、电子订货系统、国际物流、成本管理、自动识别技术等。
学校不仅培养学生们的自主学习意识，还重点培养学生们的团队精神，每年除了卷面考试之外，还有3~6个月不等的实习期，文化课可以通过在公司里的实习机会得到充分的理解和实践。